# Mindre härfågellärka
Mindre härfågellärka (Alaemon hamertoni) är en fågel i familjen lärkor inom ordningen tättingar.

## Utseende och läte
Mindre härfågellärka är en slank och gänglig lärka som med sina långa ben, långa och tunna näbb och långa stjärt mest liknar en utdragen piplärka. Fjäderdräkten är enfärgad utan särskilda teckningar förutom diffusa streck på bröstet. Färgen på ovansidan varierar geografiskt från gråbrun till rostbrun. Benen är mörka, liksom näbben. Jämfört med somalialärkan är den ljusare och mer enfärgad, medan härfågellärkan är större med tydliga teckningar på ansiktete och vingarna. Lätena har inte beskrivits.

## Utbredning och systematik
Mindre härfågellärka förekommer i öknar i norra Somalia och delas in i tre underarter med följande utbredning:
- Alaemon hamertoni hamertoni – söder om latitud 7° N
- Alaemon hamertoni tertius – väster om longitud 47° E
- Alaemon hamertoni alter – longitud 47 ° E till 49° E

### Släktskap
Med tanke på att arten skiljer sig i fråga om bobygge och spelbeteende har det föreslagits att den inte står härfågellärkan närmast, möjligen närmare Certhilauda. Genetiska studier visar dock att de trots allt är varandras närmaste släktingar.

## Levnadssätt
Mindre härfågellärka hittas i arida gräsmarker, helst utan buskinslag. Där ses den i par, stående upprätt eller springande snabbt på sina långa ben.

## Status och hot
Arten har ett stort utbredningsområde och en stor population med stabil utveckling och tros inte vara utsatt för något substantiellt hot. Utifrån dessa kriterier kategoriserar internationella naturvårdsunionen IUCN arten som livskraftig (LC). Världspopulationen har inte uppskattats men den beskrivs som lokalt vanlig till vanlig.

## Namn
Fågelns vetenskapliga artnamn hedrar Albert Ernest Hamerton (1873-1955), överste i British Army samt upptäcktsresande i Somaliland 1904-1906.